# Luftangriff auf Dachwig
Das Dorf Dachwig im damaligen Landkreis Weißensee erlitt im Zweiten Weltkrieg, am 8. April 1945, knapp zwei Tage vor seiner Besetzung durch amerikanische Bodentruppen, einen verheerenden Luftangriff. Sechs Kampfflugzeuge vom Typ Douglas A-26 der 9th Air Force griffen den Ort als „Gelegenheitsziel“ mit insgesamt 7,7 Tonnen Brandbomben (4300 Stück) an. Die Maschinen gehörten zu einem Verband von 152 zweimotorigen Bombern, welche die Stadt Sondershausen angreifen sollten.

## Dachwig
Dachwig war Anfang der 1940er Jahre ein großes Bauerndorf (deutlich über 1000 Einwohner). Es gehörte bis 1932 zum Landkreis Erfurt, dann zum Landkreis Weißensee  der preußischen Provinz Sachsen. Es liegt im Städtedreieck Erfurt, Gotha, Bad Langensalza – nördlich der Fahner Höhe. Durch den Ort verlief eine Durchgangsstraße von Erfurt nach Bad Langensalza (heute Umgehungsstraße). Dachwig hatte seit 1897 einen Bahnhof (heute Haltepunkt) an der Strecke Erfurt–Bad Langensalza–Mühlhausen. Es hatte zwei Ziegeleien, von denen die Ziegelei Bögeholz der größte Betrieb im Ort war. Ende des Zweiten Weltkrieges gab es außer den Bauernhöfen 40 Handwerks- und Gewerbebetriebe in Dachwig. Darunter waren Gaststätten, eine Orgelbauerei, Molkerei, Schmieden, Wassermühlen und eine Lehr- und Versuchsanstalt für Obst- und Gemüseanbau (seit 1943).
Ein Luftfoto von 1938 aus dem Dorfmuseum zeigt ein ansprechendes geschlossenes Dorfbild mit zahlreichen Vierseithöfen.
Bereits 1936 war Dachwig in Luftschutzbezirke eingeteilt worden. Besonders ab 1941 fanden Brandschutzübungen statt, bei denen Hunderte Frauen und Mädchen zu Luftschutzhelferinnen ausgebildet wurden. Viele Gebäude verfügten über Gewölbekeller, auch andere waren als Luftschutzkeller eingerichtet.
Auch wenn der wehrfähige Teil der männlichen Bevölkerung während der Zeit des Zweiten Weltkriegs nicht im Ort war, ist eine erhebliche Zunahme der Einwohnerschaft zu verzeichnen gewesen. So kamen allein im Mai 1943 690 Luftkriegsevakuierte nach Dachwig, es gab Kriegsgefangene und reichlich „Fremdarbeiter“ im Dorf, gegen Kriegsende kamen Flüchtlinge aus den Ostgebieten hinzu.

## Der Angriff

### Vor dem Luftangriff
Die amerikanischen Truppen rückten seit Anfang April 1945 in Thüringen ostwärts vor. Am 4. April hatten sie Gotha, am 6. April Bad Langensalza besetzt. Sie befanden sich am 8. April unweit westlich von Dachwig, das an diesem Nachmittag schon Granatenbeschuss erhielt.

### Die Bomber und ihre Ladung

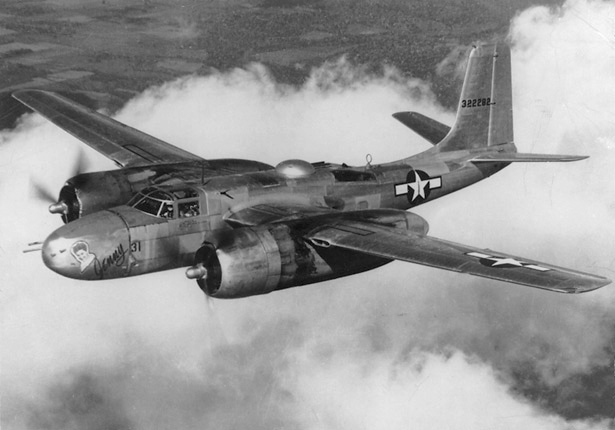
Bomber Douglas A-26 „Invader“

Am 8. April 1945 starteten am späten Nachmittag von ihren Basen in Nordfrankreich 152 leichte zweimotorige Bomber der 9th Air Force zu einem Angriff auf die Innenstadt von Sondershausen in Nordthüringen als „Primärziel“. Zu den vier eingesetzten Bombergruppen gehörte die 409th Bombardment Group, die in Laon stationiert war. Sie bestand aus 38 Douglas A-26 Invader, die mit Brandbomben beladen waren. Sie sollten die Stadt Sondershausen, die von den anderen drei Bombergruppen mit Sprengbomben teilzerstört war, in einen Großbrand versetzen. Der Angriff auf Sondershausen zersplitterte trotz fehlender Abwehr; Teile der Flugzeugverbände griffen als Sekundärziele Nordhausen und Sangerhausen an. Neben Navigationsschwierigkeiten trugen zunehmend die Qualm-, Rauch- und Staubwolken über dem eigentlichen Ziel dazu bei. So warfen nur 32 der 38 Invader der 409th Bombardment Group ihre Brandbombenlast über Sondershausen ab, während sechs Maschinen stattdessen als Gelegenheitsziel Dachwig ansteuerten. Um 18.38 Uhr erfolgte der Angriff auf das Dorf. Die sechs Kampfflugzeuge führten je sechs bis sieben Container mit sich, die jeweils 110 Brandbomben zu 1,8 kg enthielten, insgesamt 4300 Bomben, entsprechend 7,7 Tonnen.

### Die Schäden im Ort
„Der Zweite Weltkrieg endete für Dachwig mit einem Inferno“, heißt es in der Dorfchronik. Durch die große Zahl von Brandbomben waren 60 Gebäude betroffen: bei 18 trat Totalverlust ein, 24 wurden schwer und 18 leichter beschädigt. Darunter befanden sich sieben Arbeits-, zwei Gemeindehäuser, die Gaststätte „Tanne“, die Obere Schule und die Scheune des 4-Seiten-Hofes des Landwirtes Alfred Schumann erhielt einen Volltreffer und brannte vollständig aus. Die große Ziegelei Bögeholz wurde zerstört (und nicht wiederaufgebaut), die Ziegelei Kolbe beschädigt (und wieder instand gesetzt). Groß waren die Verluste im Viehbestand: 5 Pferde, 3 Bullen, 28 Kühe, 36 Schweine, 97 Schafe und 21 Ziegen kamen in ihren Ställen in den Flammen um. Die Gebäudeschäden und Viehverluste traten ein, obwohl die Bevölkerung sofort nach dem zeitlich kurzen Angriff aus den Kellern kam. „Brandstäbe“ wurden entfernt, Brände gelöscht und Vieh ins Freie getrieben. 54 Familien waren obdachlos geworden. Eine Frau und ein Kind verbrannten. Die Verluste wären deutlich höher gewesen, wenn die Keller nicht relativ sicher gewesen wären und wenn vor den Brandbomben auch Sprengbomben eingesetzt worden wären, aber diese sind planmäßig durch die andere Maschinen in Sondershausen abgeworfen worden.

### Nach dem Bombenangriff
Am 10. April begann morgens intensiver Artilleriebeschuss, die Dorfbewohner flüchteten ins Feld. Eine Frau wurde von einer Granate tödlich getroffen. Mittags zogen die Amerikaner in den Ort ein; als am frühen Nachmittag die Einwohner zurückkamen, fanden sie ihre erhaltenen Wohnhäuser von den Soldaten belegt. Als sie nach Tagen wieder einziehen konnten, waren ihre Wohnungen geplündert. Tag und Nacht rollten amerikanische Panzer und andere Militärfahrzeuge durch den Ort Richtung Osten, über Andisleben. Ein Kind wurde totgefahren.
Das Dorf wurde unter großem Einsatz der Einwohner, unter den Mangelbedingungen der SBZ und DDR, wieder aufgebaut. Der Ort war Anfang Juli 1945, wie ganz Thüringen, vertragsgemäß von den Amerikanern an die Rote Armee übergeben worden. Die Ziegel für den Wiederaufbau lieferte die wieder instand gesetzte Ziegelei Kolbe, die 1954 aus „unbekannten Gründen“ abgerissen wurde.